# Мышь в художественной школе
«Мышь в художественной школе» (англ. Mouse in the Art School или Tommy and the Mouse in the Art School или Little Willie and the Mouse ) — немой короткометражный фильм Джорджа Альберта Смита 1902 года. Дата премьеры неизвестна. Не сохранился. Фильм длился 50 секунд и занимал 50 футов пленки.

## Сюжет
Мальчик выпускает мышь и пугает модель. Мальчик убивает мышь и становится для учениц школы героем. В фильме использован прием с показыванием крупным планом головы мыши. Успех фильма навел Смита на идею развить использование этого приема, хотя до этого крупным планом в кино уже показывали голову кошки и зуб.